# Kos: Akrotirio Louros - Limni Psalidi - Oros Dikaios - Alyki - Paraktia Thalassia Zoni
Kos: Akrotirio Louros - Limni Psalidi - Oros Dikaios - Alyki - Paraktia Thalassia Zoni este o arie protejată (arie specială de conservare — SAC, sit de importanță comunitară — SCI) din Grecia întinsă pe o suprafață de 10.124,1 ha, integral pe uscat.

## Localizare
Centrul sitului Kos: Akrotirio Louros - Limni Psalidi - Oros Dikaios - Alyki - Paraktia Thalassia Zoni este situat la coordonatele 36°50′55″N 27°15′32″E / 36.848491°N 27.259001°E.

## Înființare
Situl Kos: Akrotirio Louros - Limni Psalidi - Oros Dikaios - Alyki - Paraktia Thalassia Zoni a fost declarat sit de importanță comunitară în august 1996 pentru a proteja 1 specie de plante și 8 specii de animale. Situl a fost protejat și ca arie specială de conservare în martie 2011.

## Biodiversitate
Situată în ecoregiunile marină mediteraneană și mediteraneană, aria protejată conține 24 de habitate naturale: Bancuri de nisip acoperite în permanență slab de apă marină, Straturi cu Posidonia (Posidonion oceanicae), Lagune de coastă, Recifuri, Vegetație anuală la limita mareei, Pășuni mediteraneene udate de apa mării (Juncetalia maritimi), Dune mobile cu vegetație embrionară, Dune mobile de-a lungul țărmului cu Ammophila arenaria („dune albe”), Depresiuni intradunale umede, Dune cu tufărișuri sclerofile Cisto-Lavenduletalia, Ape puternic oligomezotrofe cu vegetație bentonică cu Chara spp., Lacuri eutrofice naturale cu vegetație de tip Magnopotamion sau Hydrocharition, Iazuri temporare mediteraneene, Râuri mediteraneene cu debit intermitent, cu specii de Paspalo-Agrostidion, Sarcopoterium spinosum phryganas, Pseudostepă cu ierburi și specii anuale de Thero-Brachypodietea, Pajiști umede mediteraneene cu ierburi înalte de Molinio-Holoschoenion, Pante stâncoase calcaroase cu vegetație casmofită, Peșteri inaccesibile publicului, Păduri de Cupressus (Acero-Cupression), Păduri de Platanus orientalis și Liquidambar orientalis (Platanion orientalis), Galerii și tufărișuri riverane sudice (Nerio-Tamaricetea și Securinegion tinctoriae), Păduri de Olea și Ceratonia, Păduri de pin mediteraneene cu pini mezogeni endemici.
La baza desemnării sitului se află mai multe specii protejate:
- plante (1): Crepis pusilla
- mamifere (1): delfin mare (Tursiops truncatus)
- nevertebrate (1): Euplagia quadripunctaria
- pești (1): Aphanius fasciatus
- reptile (5): Chelonia mydas, țestoasa de baltă (Emys orbicularis), Mauremys rivulata, Testudo graeca, elaphe situla (Zamenis situla)

Pe lângă speciile protejate, pe teritoriul sitului au mai fost identificate 7 specii de plante, 4 specii de amfibieni, 1 specie de mamifere, 1 specie de nevertebrate, 17 specii de reptile.